# طفاشة نهر مجدالينا
طفاشة نهر مجدالينا أو سلحفاة نهر مجدالينا (الاسم العلمي:Podocnemis lewyana) (بالإنجليزية: Magdalena River turtle)‏ هي نوع من السلاحف تتبع جنس الطفاشة من فصيلة الطفاشيات.